# کالج موسیقی آکادمیک
کالج موسیقی آکادمیک، یا به شکل کامل کالج موسیقی آکادمیک چایکوفسکی در هنرستان موسیقی ایالت مسکو (به روسی: Академическое музыкальное училище при Московской государственной консерватории им. П. И. Чайковского)، یک مؤسسه آموزشی جای‌گرفته در مسکو، روسیه است. این کالج در سال ۱۸۹۱ تحت کالج موسیقی عمومی توسط پیانیستی با نام والنتیا زگراف-پلاکسینا بنیاد نهاده شد.
برنامه دانش‌آموختگی کامل در کالج موسیقی آکادمیک چهار سال طول می‌کشد. آزمون‌های ورودی عموماً برای هنرجویان ۱۵ ساله برگزار می‌شود، هرچند هنرجویانی که از دانشکدهٔ خوانندگی باشند معمولاً سن بالاتری دارند. گواهینامهٔ پایانی آن به دانش‌آموختگان این امکان را می‌دهد که به‌صورت حرفه‌ای بعنوان آموزگار، نوازندهٔ ارکستر، رهبر ارکستر، تکنواز اپرا یا گروه کر کار کنند. کالج موسیقی آکادمیک همچنین می‌تواند بعنوان مرحلهٔ آمادگی برای پیشرفت بیشتر در موسسه‌های آموزشی عالی‌تر در نظر گرفته شود، همچون هنرستان‌های موسیقی، یا دانشگاه‌ها. در این حالت، کالج بعنوان نهاد آموزشی میانجی عمل خواهد کرد. همچنین این کالج، دارای بخش نوجوانان خود با نام «مدرسهٔ موسیقی» می‌باشد.